# Kamil Varga
Kamil Varga (* 22. prosince 1962, Štúrovo) je slovenský fotograf žijící v Praze.

## Život a tvorba
Po studiu na střední umělecko-průmyslové škole v Košicích odešel v roce 1982 studovat do Prahy na Akademii múzických umění. Ve své tvorbě používá luminografii, montáže a různé kombinované techniky. Patří do skupiny fotografů označované jako slovenská nová vlna spolu s Tono Stanem, Rudo Prekopem, Miro Švolíkem, Vasilem Stanko, Peterem Župníkem a Martinem Štrbou, kteří v první polovině 80. let bourali zaběhnutá klišé inscenované fotografie.

### Publikace
- MACEK, Václav; VARGA, Kamil. Kamil Varga. Bratislava: FOTOFO, 1997. ISBN 80-85739-11-9.